# La Maison tordue
 (décembre 2021).
Si vous disposez d'ouvrages ou d'articles de référence ou si vous connaissez des sites web de qualité traitant du thème abordé ici, merci de compléter l'article en donnant les références utiles à sa vérifiabilité et en les liant à la section « Notes et références ».
La maison tordue (en polonais Krzywy Domek) a été construite en 2004 à Sopot, au 53 de la rue Bohaterów-Monte-Cassino, d'après un plan des architectes Szotyński et Zaleski, qui s'étaient inspirés des dessins oniriques de Jan Marcin Szancer et de Per Dahlberg.
La surface utile du bâtiment est d'environ 4 000 m2. Cette construction forme une partie du centre commercial « Rezydent ». Au rez-de-chaussée se trouvent des espaces de vente, un restaurant ainsi qu'une salle d'arcade, tandis que le premier étage est lui principalement dédié aux trois nightclubs qui y sont ouverts.
La maison est également le siège de Radio Muzyka Fakty FM.